# Elizabeth von Arnim
Elizabeth von Arnim (Sydney, Australië, 31 augustus 1866 - Charleston, Verenigde Staten, 9 februari 1941) geboren op als Mary Annette Beauchamp, was een Engelse schrijfster. 
Ze was de dochter van Henry Herron Beauchamp, een welvarende koopvaardijhandelaar, en Elizabeth Weiss Lassetter. Op driejarige leeftijd verhuisde ze met haar familie naar Engeland. In 1891 trouwde Mary Annette met graaf Henning August von Arnim-Schlagenthin, een Duitse aristocraat. Het huwelijk, dat leidde tot vijf kinderen, was een ongelukkige periode.  Elizabeth von Arnim begon haar literaire carrière met "Elizabeth and Her German Garden" (1898), een satirisch en semi-autobiografisch werk dat haar naam vestigde. Ook, "The Man of Wrath", het boek waarin ze haar echtgenoot fictionaliseerde, werd een groot succes en werd twintig keer herdrukt tegen mei 1899. Na jaren gescheiden te hebben geleefd, overleed de graaf in 1910, waardoor Von Armin weduwe werd.
Na haar eerste huwelijk trouwde ze in 1916 met graaf Frank Russell, maar ook dit huwelijk eindigde slecht. "Vera" (1921), een donkere tragi-komedie, put uit Arnims rampzalige huwelijk met graaf Russell. Elizabeth von Arnim verhuisde naar de Verenigde Staten en verhuisde later terug naar Zwitserland.
In deze periode schreef ze "The Enchanted April" (1922), een van haar bekendste werken, die werd geïnspireerd door een vakantie van een maand aan de Italiaanse Rivièra. Het verhaal volgt vier vrouwen die besluiten een villa in Italië te huren om te ontsnappen aan hun grijze, Engelse leven. Het boek wordt geroemd om zijn lichtheid, humor en betoverende beschrijvingen van de Italiaanse omgeving. Het is meermaals aangepast voor toneel, film en radio, waaronder een Oscar-genomineerde speelfilm in 1992.
In haar latere leven richtte ze een huis op in Zuid-Frankrijk en behield ze haar liefde voor literatuur en sociale kringen. Ze verbleef in dit huis tot aan het begin van de Tweede Wereldoorlog in 1939, toen ze zich genoodzaakt voelde om terug te keren naar de Verenigde Staten. Von Arnim overleed op 9 februari 1941 in Amerikaanse stad Charleston op 74-jarige leeftijd.